# قشلاق حاجي الله وردي (مقاطعة بيله سوار)
قشلاق حاجي الله وردي (بالفارسية: قشلاق حاجی الله‌وردی) هي مستوطنة تقع في إيران في قسم غوغ تبة الريفي. يقدر عدد سكانها بـ 126 نسمة .